# Marcel Duriez
Marcel Duriez (Seclin, Tercera República francesa, 20 de junio de 1940-Clermont-Ferrand, Francia, 2 de febrero de 2023) fue un vallista francés especializado en la prueba de 110 m, en la que consiguió ser medallista de bronce europeo en 1966.

## Carrera deportiva
En el Campeonato Europeo de Atletismo de 1966 ganó la medalla de bronce en los 110 m vallas, con un tiempo de 14.0 segundos, llegando a meta tras el italiano Eddy Ottoz que con 13.7 segundos igualó el récord de los campeonatos, y el alemán Hinrich John.